# Paranoimia
Paranoimia è un singolo del gruppo synthpop britannico Art of Noise, incluso nell'album del 1986 In Visible Silence.
Il brano acquisì una maggior notorietà grazie ad una versione "cantata" da un originale, quanto bizzarro, personaggio generato al computer, una "Intelligenza Artificiale dalla personalità alquanto demenziale", chiamata Max Headroom. 
Questa versione apparve per la prima volta nell'album del 1986 Re-Works of Art of Noise. 
Alcune ristampe successive in CD includono questa versione al posto di quella originale.
Tre anni più tardi Ben Liebrand curò la versione estesa (Paranoimia '89) con un videoclip.
Nel 1991 Carl Cox creò per gli A.O.N. una versione mix col titolo Shades Of Paranoimia.